# 孔雀座ζ
孔雀座ζ，又名CP-71 2353，HD 171759、SAO 257620、HR 6982，是孔雀座的一颗恒星，视星等为4.01，位于銀經323.49，銀緯-24.95，其B1900.0坐标为赤經18h 31m 21.1s，赤緯-71° -24.95′ 50″。